# Rafael Squirru
 (mars 2016).
Si vous disposez d'ouvrages ou d'articles de référence ou si vous connaissez des sites web de qualité traitant du thème abordé ici, merci de compléter l'article en donnant les références utiles à sa vérifiabilité et en les liant à la section « Notes et références ».
Rafael Squirru (né le 23 mars 1925 à Buenos Aires (Argentine) et mort le 5 mars 2016 dans la même ville) est un poète, critique d’art et conférencier argentin.

## Parcours
Il fait ses premiers études à Buenos Aires,  à la Saint Andrew's Scot School  et puis à l’école jésuite El Salvador. En 1948, il obtient un diplôme de jurisprudence à  l’université d’Édimbourg en Écosse.
En 1959, alors qu'il est directeur du musée d'art moderne de Buenos Aires (créé en 1956 à son initiative), il fait la connaissance d'André Malraux, à qui il fait connaître les nouveaux aspects de l’art argentin. Malraux déclare qu’il croyait que l’art latino-américain était principalement mexicain mais que dorénavant il considère que l’avant-garde est en Argentine. Cette déclaration est suivie de la première exposition d’art moderne Rioplatéen organisée par le critique argentin. Ainsi sortent à la lumière les œuvres des artistes concrets, le groupe Madi, le groupe Espartaco (avec ses archétypes argentins aux musculatures expressionnistes), le Grupo Sur, les informalistes et les annonciateurs de la nouvelle figuration. Cette fébrilité culturelle dont le jeune directeur  du musée d’art moderne fait de catalyseur trouve son couronnement dans la grande exposition internationale qu'il organise en 1960 (en occupant tous les étages du nouveau-né Teatro San Martín à Buenos Aires) où toutes les dernières tendances argentines côtoient Jackson Pollock, Mark Tobey, Willem de Kooning, Le Corbusier et Alberto Burri.
Nommé directeur des affaires culturelles du gouvernement d’Arturo Frondizi en 1960, il envoie des œuvres d’Antonio Berni et  d’Alicia Penalba  à la  Biennale de Venise et celle de Sao Paolo respectivement; les deux artistes obtiennent le premier prix de leurs catégories. Il continue sa tâche de diffusion de l’art argentin et latino-américain comme directeur des affaires culturelles auprès de l’Organisation des États américains (OEA) de 1963 à 1970 à son siège, Washington D.C. Dès son retour à Buenos Aires il continue à promouvoir la culture sous toutes ses formes en donnant des conférences en Argentine et à l’étranger, en rédigeant les préfaces aux expositions des artistes et en écrivant pendant une vingtaine d'années des articles pour le journal  La Nación, dont il a souvent partagé la page Culture avec Jorge Luis Borges. 
La plupart des éditions de son œuvre poétique de prose est épuisée et, par conséquent, assez difficile à trouver. 
Parmi ses correspondants on trouve des personnalités comme Fernando Demaria, Gaston Diehl, Henry Miller, Thomas Merton, Edward Hopper, Sir Herbert Read, Julio Cortázar,  Alejandra Pizarnik, Jackie Kennedy et Bob Kennedy,  Arthur Schlesinger Jr. , Alberto Ginastera, Leopoldo Marechal, Leonardo Castellani, Ned O'Gorman, Emilio Pettoruti, Antonio Berni et Marco Denevi.

## Ouvrages
Critique d'art
- Barragán, Buenos Aires, Galería Rubbers, 1960.
- Leopoldo Presas, Buenos Aires, El Mangrullo, 1972.
- Pérez Celis, Buenos Aires, Ediciones del Hombre Nuevo, 1973.
- Albino Fernández, Buenos Aires, La Barca Gráfica, 1975.
- Antonio Berni, Buenos Aires, Dead Weight, 1975.
- Guillermo Roux, Buenos Aires, Dead Weight, 1975.
- Pintura, pintura, siete valores argentinos en el arte actual, Buenos Aires, Ediciones Arte y Crítica, 1975.
- Luis Seoane, Buenos Aires, Dead Weight, 1978.
- Liberti, Buenos Aires, Dead Weight, 1978.
- Arte de América: 25 años de crítica, Buenos Aires, Gaglianone, 1979.
- Héctor Giuffré, Buenos Aires, Gaglianone, 1980.
- Batuz (avec D. Ronte, R. A. Kuchta e C. Heigl), New York, Rizzoli International Publications, 1981.
- Buenos Aires y sus esculturas, Buenos Aires, Manrique Zago, 1981.
- Eduardo Mac Entyre, Buenos Aires, Gaglianone, 1981.
- Aldo Severi, Buenos Aires, Dead Weight, 1982.
- Arte argentino hoy. Una selección de 48 artistas, Buenos Aires, Gaglianone, 1983.
- Juan Del Prete, Buenos Aires, Gaglianone, 1984.
- Mariano Pagés: 1945-1983, Buenos Aires, 1984.
- Four Contemporary Painters from Argentina: Horacio Bustos, Pérez Celis, Kenneth Kemble, Juan Carlos Liberti, University of Florida, 1986.
- Miguel Ocampo, Buenos Aires, Gaglianone, 1986.
- Kenneth Kemble, Buenos Aires, Gaglianone, 1987.
- Elena Tarasido: la opción de la libertad, Buenos Aires, Instituto Salesiano de Artes Gráficas, 1988.
- Inés Bancalari 1976-1987, Buenos Aires, Gaglianone, 1988.
- Cuarenta maestros del arte de los Argentinos (con I. Gutiérrez Zaldivar), Buenos Aires, Zurbarán, 1990.
- Gyula Kosice: obras Madi, Buenos Aires, Gaglianone, 1990.
- Quinquela: popular y clásico, Buenos Aires, 1990.
- Juan M. Sánchez, Buenos Aires, Ennio Ayosa, 1991.
- Mara Marini, Iglesias Kuppenhein, 1992.
- Carpani cabalga al tigre (con M. Vincent), Madrid, Ollero y Ramos, 1994.
- Roma Geber. Imágenes urbanas, Buenos Aires, Arte al Día, 1997.
- Leopoldo Torres Agüero, Fragments Editions, 1999.
- Perez Celis (avec Frederick Ted Castle et Peter Frank),  Shapolsky, 1999

Critique d'art en vers
- 49 artistas de América: itinerario poético, Buenos Aires, Gaglianone, 1984.

Poésie
- La noche iluminada, Buenos Aires, Ediciones del Hombre Nuevo, 1957.
- Amor 33, Buenos Aires, Ediciones del Hombre Nuevo, 1958.
- Números, Buenos Aires, Ediciones del Hombre Nuevo, 1960.
- Awareness of Love (texte poétique sur l'œuvre de  Juan Downey), Washington D.C., H.K. Press, 1966.
- Poesía 1957-1966, Buenos Aires, Dead Weight, 1966.
- Poesía 1966-1970, Buenos Aires, Juarez, 1970.
- Poesía 1970-1971. La edad del cerdo y otros poemas, Buenos Aires, Dead Weight, 1971.
- Poesía 1971-1973. Quincunce americano, Buenos Aires, Dead Weight, 1973.
- Poesía 1973-1975. Cuaderno de bitácora, Buenos Aires, Dead Weight, 1975.
- Poesía 1975-1977. La Corona, Buenos Aires, Dead Weight, 1977.
- Números. Veinte años de poesía (1957-1977), Buenos Aires, La Barca Gráfica, 1977.
- Chrysopeya del buen amor, Buenos Aires, Albino y Asociados, 1986.

Essais
- Filosofìa del arte abstracto, Buenos Aires, Museo de Arte Moderno, 1961.
- Leopoldo Marechal, Buenos Aires, Ediciones Culturales Argentinas, 1961.
- The Challenge of the New Man. A cultural approach to the Latin American scene, Washington D.C., Pan American Union, 1964.
- Towards a World Community, Chicago, Academy of Arts and Sciences, 1968.
- Martin Fierro (avec nombreux auteurs), Buenos Aires, Instituto Salesiano de Artes Gráficas, 1972.
- Claves del arte actual, Buenos Aires, Troquel, 1976.
- Ángeles y Monstruos. Ensayos Breves, Buenos Aires, Gaglianone, 1986.
- Hacia la pintura: como apreciarla, Buenos Aires, Editorial Atlántida, 1988
- Exigencias del arte, Buenos Aires, Zurbarán, 1989.
- El artista y su tiempo, Buenos Aires, Rozenblum, 1991.
- Arte y humanismo, Buenos Aires, Fundación Praxis, 1993.
- Libros y libros, cuadros y cuadros, Morón, Universidad de Morón, 1995.

Traductions
- William Shakespeare, Hamlet, Buenos Aires, Dead Weight, 1976.
- William Shakespeare, La tempestad, Buenos Aires, Biblioteca Nacional, 1979.

Théâtre
- El Rey Salomón (drama bíblico en tres actos), Buenos Aires, Marchand Editorial, 1980.

## Distinctions et prix
- Docteur honoris causa, université de Neuquén, Argentine
- Docteur honoris causa, université de Morón, Argentine
- Prix Konex Platino en Arts Visuelles, Fundación Konex, Buenos Aires
- Prix Gratia Artis, Academia Nacional de Bellas Artes, Argentine
- Membre honoraire de la Association de la Corcoran Gallery
- Membre honoraire du CARI (Consejo Argentino Relaciones Internacionales) de Buenos Aires
- Membre honoraire de la Fundación Miguel Lillo, San Miguel de Tucumán, Argentine
- Membre honoraire de la Academia de Bellas Artes de Chile
- Prix de la Crítique d' Art de la Fundación Lorenzutti.